# (10315) Brewster
(10315) Brewster ist ein Asteroid des Hauptgürtels, der am 23. September 1990 von der US-amerikanischen Astronomin Eleanor Helin am Palomar-Observatorium (IAU-Code 675) in Kalifornien entdeckt wurde.
Der Asteroid wurde am 26. Juli 2000 nach dem US-amerikanischen Astronomen Stephen Singer-Brewster (* 1945) benannt.